# Vanlig blåssnäcka
Vanlig blåssnäcka (Physa fontinalis) är en snäckart som först beskrevs av Carl von Linné 1758.  Vanlig blåssnäcka ingår i släktet Physa och familjen blåssnäckor. IUCN kategoriserar arten globalt som livskraftig. Arten är reproducerande i Sverige. Inga underarter finns listade i Catalogue of Life.